# فلاديمير إيفانوف (تنس)
فلاديمير إيفانوف مواليد 10 أبريل 1987 في تالين، هو لاعب كرة مضرب إستوني يلعب باليد اليمنى ويحتل حالياً المرتبة رقم. 424 (29 فبراير 2016) في تصنيف رابطة محترفي كرة المضرب. أعلى تصنيف له في الفردي كان المركز الـ 310 في سنة 2015. أعلى تصنيف له في الزوجي كان المركز الـ 421 في سنة 2015.

## روابط خارجية
- فلاديمير إيفانوف على موقع رابطة محترفي التنس (الإنجليزية)
- فلاديمير إيفانوف على موقع الاتحاد الدولي لكرة المضرب (الإنجليزية)
- فلاديمير إيفانوف على موقع كأس ديفيز (الإنجليزية)
- فلاديمير إيفانوف على موقع خلاصة التنس.كوم (الإنجليزية)